# Светослав Дяков
Светослав Атанасов Дяков е бивш български футболист.

## Кариера
Юноша на Пирин (Бл). Той е централен полузащитник. Висок е 176 см и тежи 70 кг. През кариерата си е играл за отборите на Пирин (Благоевград) и ПФК Пирин (Благоевград). Дебютира на 7 август 2004 г. с екипа на Пирин (Благоевград) при домакинската загуба с 0:1 от Нефтохимик (Бургас). През лятото на 2008 г. преминава в Локомотив (София). Призван да замести Христо Коилов в халфовата линия на „железничарите“.

### „Лудогорец"
Дебютира за „Лудогорец" в А ПФГ на 6 август 2011 г. в срещата „Лудогорец"-Локомотив (Пловдив) 0-0 . Отбелязва първия си гол за „Лудогорец" на 19 май 2012 г. от дузпа в срещата Калиакра (Каварна)-„Лудогорец" 0-4 . На 18 юни 2013 г. става капитан на „Лудогорец" . Отбелязва първия си гол в евротурнирите на 3 октомври 2013 г. в срещата „Лудогорец"-Динамо (Загреб) 3-0 от груповата фаза на Лига Европа . На 19 декември 2013 г. е обявен за най-добрия халф на 2013 г. . Дебютира за „Лудогорец-2" в Б ПФГ на 20 септември 2015 г. в срещата „Лудогорец"-ФК Созопол 3-2 .

## Национални отбори
През периода 2004 и 2005 благоевградчанинът е младежи национал на България, като е взел участие в 2 мача.
За А националния отбор на България дебютира на 14 февруари 2012 г. в срещата Унгария-България 1-1. На 7 февруари 2015 г. става капитан на А отбора на България.

## Успехи
Лудогорец (Разград)
- Шампион на България (10): 2011/12, 2012/13, 2013/14, 2014/15, 2015/16, 2016/17, 2017/18, 2018/19, 2019/20, 2020/21
- Купа на България (2): 2011/12, 2013/14
- Финалист за Купата на България: 2016/17
- Суперкупа на България (4): 2012, 2014, 2018, 2019
- Финалист за Суперкупата на България (3): 2013, 2015, 2017
- 1/8-финал в Лига Европа: 2013/14
- 1/16-финал в Лига Европа: 2016/17